# Plantago subulata
Plantago subulata är en grobladsväxtart. Plantago subulata ingår i släktet kämpar, och familjen grobladsväxter.

## Underarter
Arten delas in i följande underarter:
- P. s. atlantis
- P. s. granatensis
- P. s. humilis
- P. s. insularis
- P. s. radicata
- P. s. subulata
- P. s. masclansii

## Bildgalleri

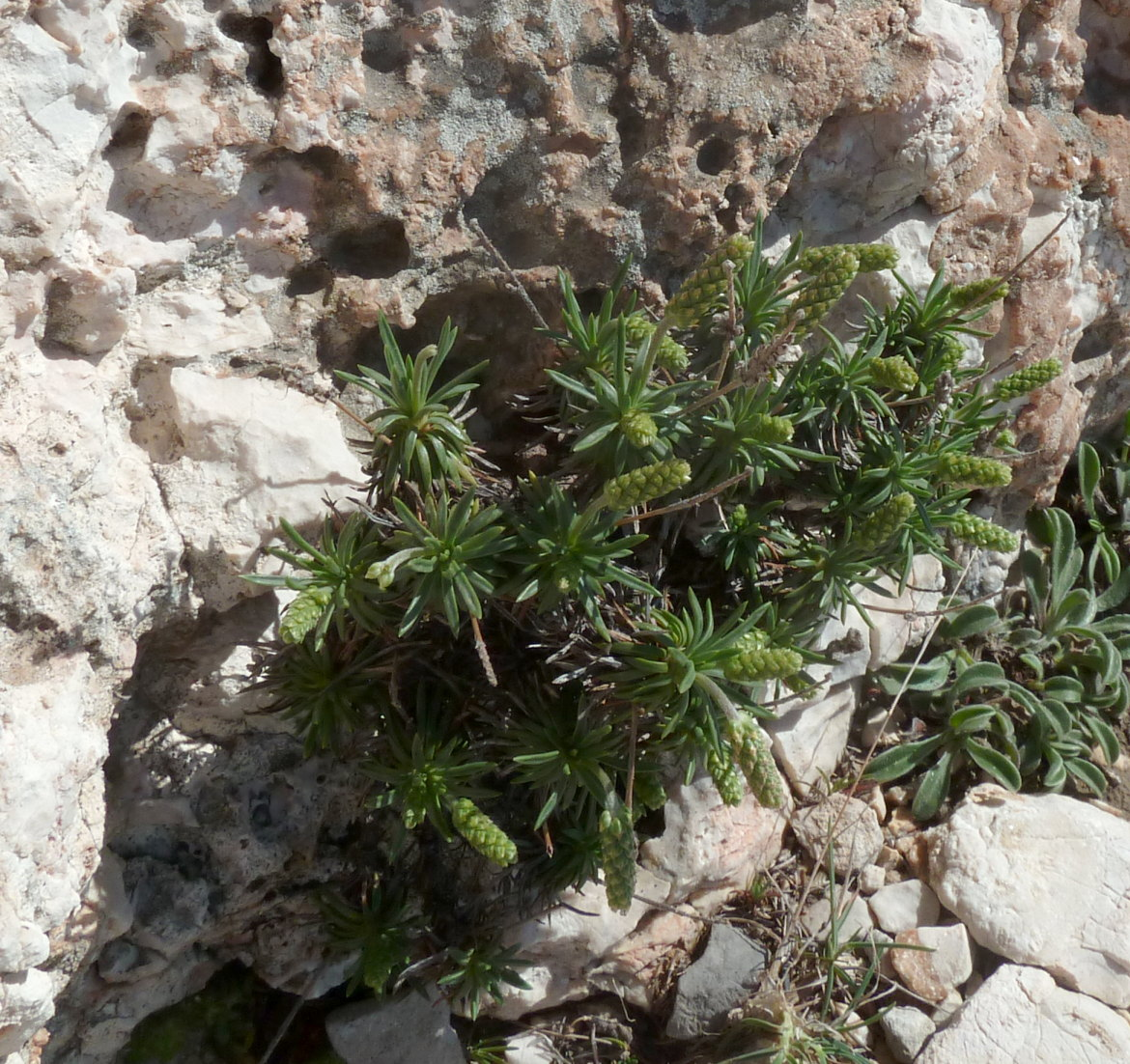